# Шеловат 1
Шеловат 1 (англ. Schelowat 1) — індіанська резервація в Канаді, у провінції Британська Колумбія, у межах регіонального округу Фрейзер-Велі.

## Населення
За даними перепису 2016 року, індіанська резервація нараховувала 10 осіб. Середня густина населення становила 10,4 осіб/км².

## Клімат
Середня річна температура становить 10,1°C, середня максимальна – 21,1°C, а середня мінімальна – -3,2°C. Середня річна кількість опадів – 1 693 мм.
| Клімат поселення                              | Клімат поселення | Клімат поселення | Клімат поселення | Клімат поселення | Клімат поселення | Клімат поселення | Клімат поселення | Клімат поселення | Клімат поселення | Клімат поселення | Клімат поселення | Клімат поселення | Клімат поселення |
| Показник                                      | Січ.             | Лют.             | Бер.             | Квіт.            | Трав.            | Черв.            | Лип.             | Серп.            | Вер.             | Жовт.            | Лист.            | Груд.            |                  |
| Середній максимум, °C                         | 6,86             | 9,33             | 11,85            | 14,47            | 17,86            | 20,59            | 20,60            | 21,06            | 18,07            | 13,69            | 8,84             | 5,54             |                  |
| Середня температура, °C                       | 1,83             | 4,28             | 6,80             | 9,44             | 12,83            | 15,55            | 17,68            | 18,13            | 15,14            | 10,77            | 5,92             | 2,60             |                  |
| Середній мінімум, °C                          | −3,22            | −0,76            | 1,76             | 4,40             | 7,79             | 10,50            | 14,74            | 15,18            | 12,22            | 7,83             | 2,98             | −0,33            |                  |
| Норма опадів, мм                              | 230              | 150              | 150              | 121              | 98               | 90               | 59               | 57               | 85               | 175              | 263              | 215              |                  |
| Середньомісячна швидкість вітру, м/с          | 3.17             | 3.06             | 3.16             | 3.09             | 2.98             | 2.98             | 2.89             | 2.68             | 2.43             | 2.58             | 3.05             | 3.18             |                  |
| Середньомісячна сонячна радіація, кДж/м²·день | 3285             | 6387             | 10184            | 15203            | 18769            | 20247            | 21680            | 18661            | 13378            | 7323             | 3656             | 2571             |                  |
| --------------------------------------------- | ---------------- | ---------------- | ---------------- | ---------------- | ---------------- | ---------------- | ---------------- | ---------------- | ---------------- | ---------------- | ---------------- | ---------------- | ---------------- |
| Джерело:                                      |                  |                  |                  |                  |                  |                  |                  |                  |                  |                  |                  |                  |                  |